# Coreopsis breviligulata
Coreopsis breviligulata là một loài thực vật có hoa trong họ Cúc. Loài này được Sagást. & Sánchez Vega mô tả khoa học đầu tiên năm 1981.